# هوارد سوانسون
هوارد سوانسون (بالإنجليزية: Howard Swanson)‏ هو ملحن أمريكي، ولد في 18 يوليو 1907 في أتلانتا في الولايات المتحدة، وتوفي في 12 نوفمبر 1978 في نيويورك في الولايات المتحدة.

## وصلات خارجية
- هوارد سوانسون على موقع ميوزك برينز (الإنجليزية)